# Otoyol 32
Pour les articles homonymes, voir O32.
L'autoroute O32 relie les villes de Çeşme à İzmir en Turquie et fait environ 70 kilomètres de long. Cette autoroute est l'une des plus modernes de Turquie, et elle est davantage destinée au tourisme (station balnéaire de Çeşme).